# Hotagen
Hotagen est une paroisse suédoise située dans la commune de Krokom, dans le Comté de Jämtland. Hotagen se trouve dans les Alpes scandinaves. Les premières mentions écrites du nom d'Hotagen remontent à 1645. 
Hotagen est aussi une localité sur les bords du lac Hotagen à environ 100 km d'Östersund. Jusqu'à 1968, Hotagen a été chef-lieu de l'ancienne commune d'Hotagen.

## Localités
- Bågavattnet
- Gunnarvattnet
- Häggsjövik
- Hotagen
- Rörvattnet
- Rötviken
- Valsjöbyn

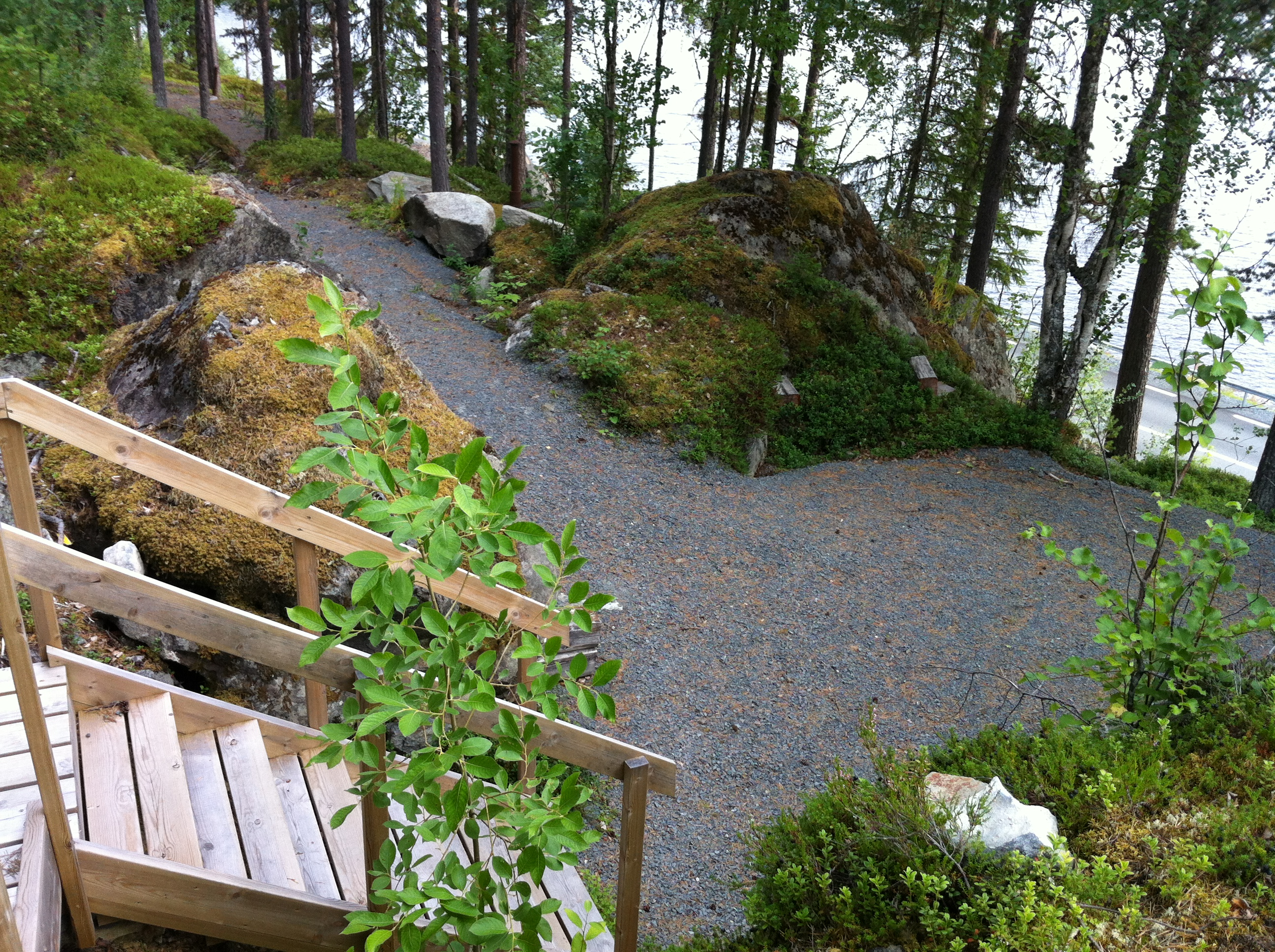
La fortification de Klintaberg à Valsjöbyn
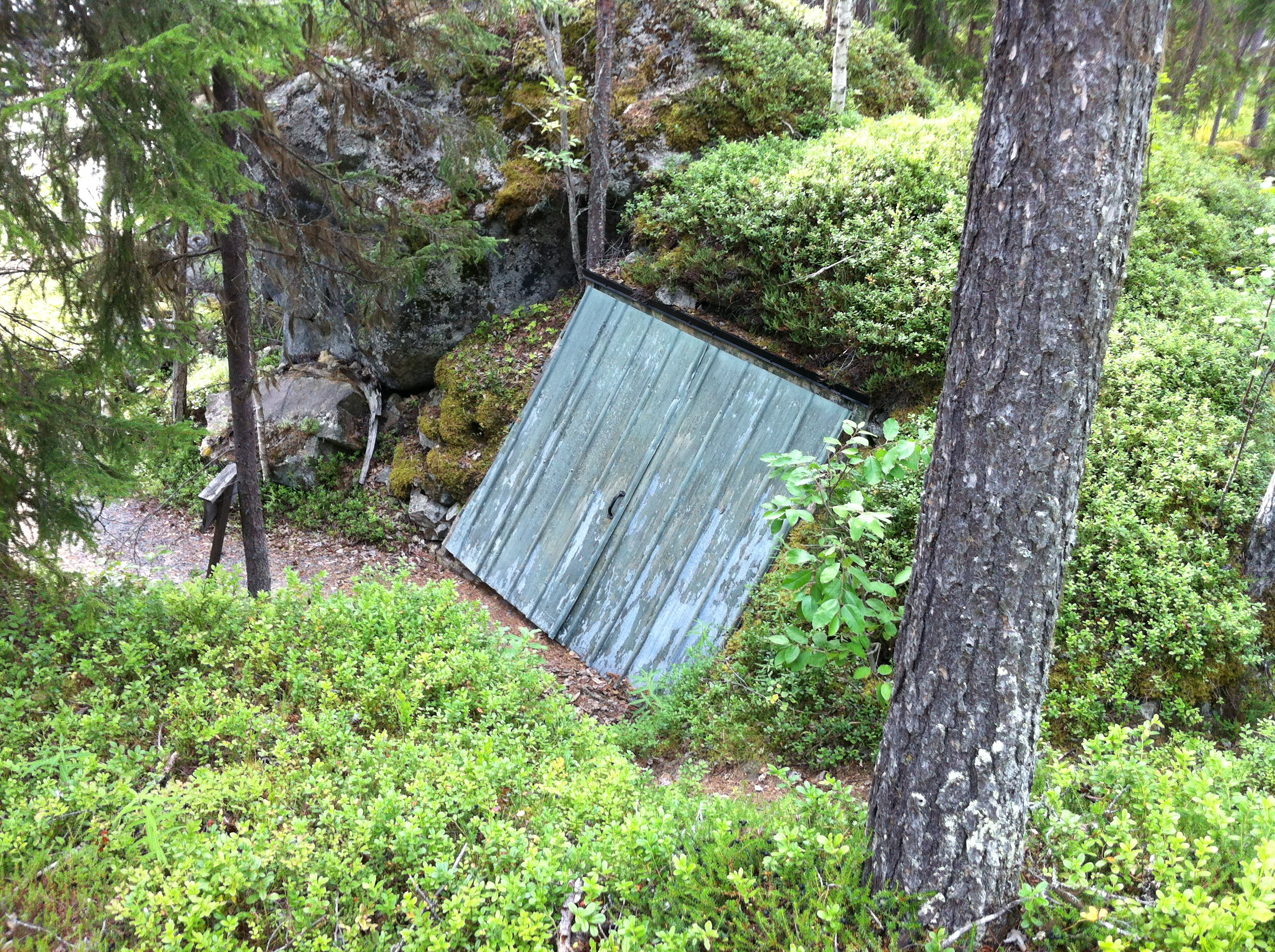
Klintaberg est construite 1943-1944
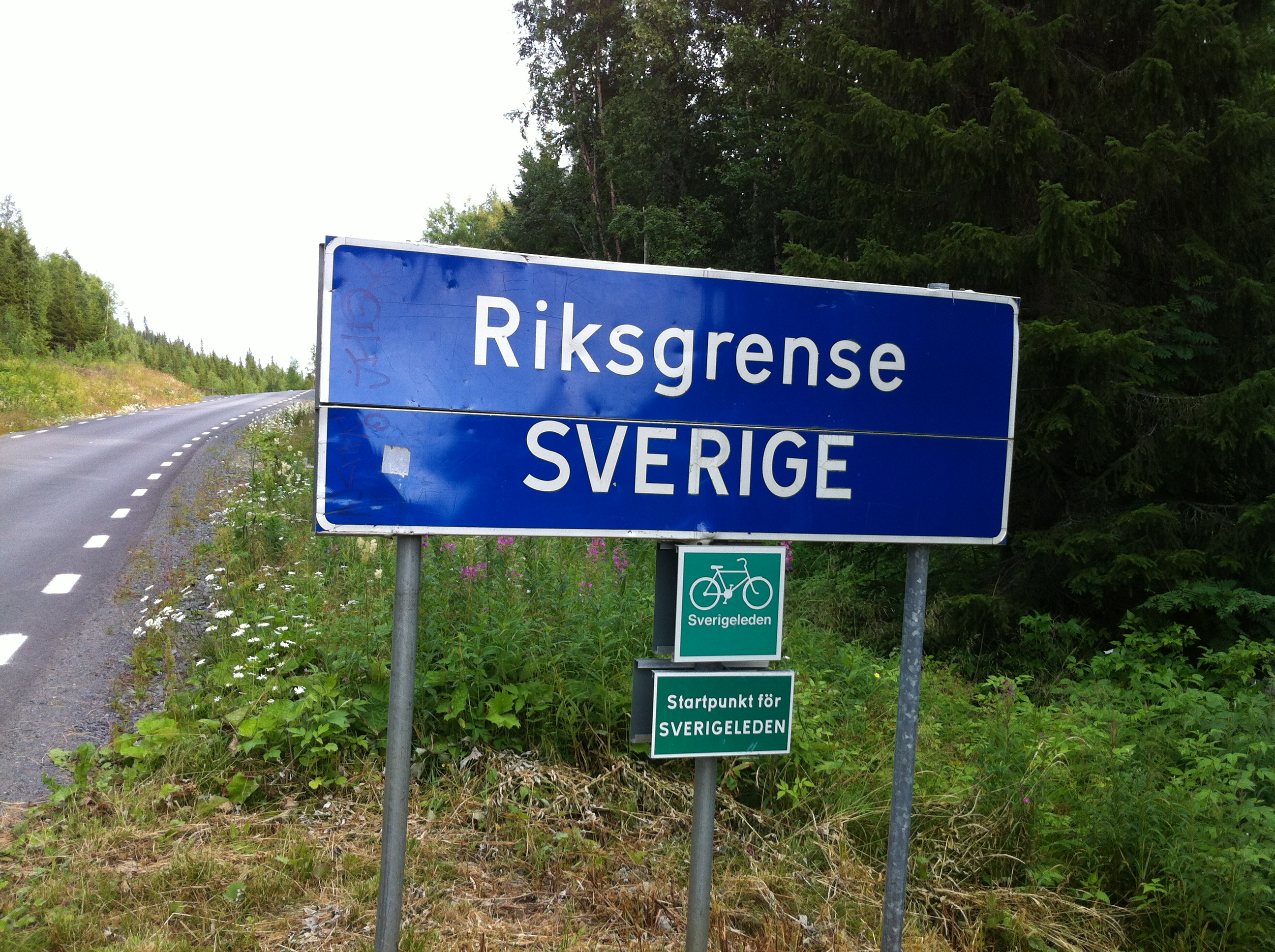
La frontière entre la Norvège et la Suède, près de Valsjöbyn